# Tropodiaptomus kissi
Tropodiaptomus kissi là một loài giáp xác trong họ Diaptomidae.